# Corlăteni (Rîșcani)
Corlăteni es una comuna y pueblo de la República de Moldavia ubicada en el distrito de Rîșcani.
En 2004 la comuna tiene 5596 habitantes, de los cuales 5496 son étnicamente rumanos-moldavos, 53 ucranianos y 36 rusos.
Se conoce su existencia desde 1487. Actualmente alberga en su término municipal el Aeropuerto Internacional de Bălți-Leadoveni, el segundo aeropuerto internacional del país.
Se ubica unos 5 km al noroeste de Bălți junto a la carretera M14.